# Паньшин, Владимир Викторович
Владимир Викторович Паньшин (род. 1956) — советский самбист, чемпион СССР и мира, призёр чемпионата Европы, обладатель Кубка мира, победитель соревнований «Дружба-84», Заслуженный мастер спорта СССР. Выпускник университета физической культуры, спорта и здоровья имени Лесгафта. Тренировался под руководством Александра Чернигина. Выступал в первой полусредней весовой категории (до 68 кг). Является членом исполкома федерации самбо Санкт-Петербурга.

## Спортивные достижения
- Чемпионат СССР по самбо 1980 года — ;
- Чемпионат СССР по самбо 1981 года — ;
- Чемпионат СССР по самбо 1984 года — ;
- «Дружба-84» — ;
- Чемпионат СССР по самбо 1985 года — ;
- Чемпионат СССР по самбо 1986 года — .